# استان واله
استان واله (به اسپانیایی: Valle Department) یکی از استان‌های ۱۸ گانه کشور هندوراس در آمریکای مرکزی که در جنوب این کشور واقع شده‌است

## شهرستان‌ها
1. Alianza
2. Amapala
3. Aramecina
4. Caridad
5. Goascorán
6. Langue
7. Nacaome
8. San Francisco de Coray
9. San Lorenzo